# Фуллер, Грэм
Грэм Е. Фуллер (англ. Graham E. Fuller) — американский писатель и политический аналитик, специализирующийся в исламском экстремизме. Бывший заместитель Национального совета по разведке, служивший также главным резидентом подразделения ЦРУ в Кабуле. Записка, которую Фуллер написал в ЦРУ, явилась одним из инструментов для проведения дела «Иран-контрас». После 27 лет работы в ЦРУ, он получил должность в Корпорации RAND, специализирующейся на политике Ближнего востока. На 2006 год он преподаёт в качестве адъюнкт-профессора истории в Университете Саймона Фрейзера в Ванкувере, Британская Колумбия.

## Карьера
Фуллер учился в Гарварде, где получил степень бакалавра, а затем в магистратуре по таким предметам как русистика и Ближний восток.

## Семья
После взрывов на марафоне в Бостоне оказалось, что его дочь Саманта Анкара Фуллер была женой Руслана Царнаева, дяди братьев Царнаевых.